# Mercedes Chilla
Mercedes Chilla, född den 19 januari 1980, är en spansk friidrottare som tävlar i spjutkastning.
Chilla deltog vid Olympiska sommarspelen 2004 där hennes 58,45 inte räckte att ta henne vidare till finalen. Inte heller vid VM 2005 lyckades hon ta sig vidare till finalomgången. Bättre gick det vid EM i Göteborg 2006 då hon blev bronsmedaljör efter ett kast på 61,98.
Vid VM 2007 blev hon åter utslagen i kvalet. Däremot tog hon sig vidare till finalen vid Olympiska sommarspelen 2008 och hon slutade då på en nionde plats efter ett kast på 58,13.

## Personliga rekord
- Spjutkastning - 63,20